# Franciszek Gautier
Franciszek Gautier – kupiec warszawski.
Był synem Jana Baptysty Gautier i Anny Chevalier. Po ojcu prowadził sklep sukienniczy przy ulicy Świętojańskiej w Warszawie. Członek sprzysiężenia przygotowującego wybuch insurekcji kościuszkowskiej. Zrekonstruował plan dyslokacji wojsk rosyjskich i pruskich w kraju, który wykorzystał Tadeusz Kościuszko w memoriale wręczonym Komitetowi Ocalenia Publicznego. 18 kwietnia 1794 wszedł do Rady Zastępczej Tymczasowej Księstwa Mazowieckiego, zasiadając w jej Wydziale Skarbowym. 29 maja 1794 roku został członkiem Rady Najwyższej Narodowej w jej Wydziele Skarbowym. 